# Sociaaldemocratische Partij (Estland)
De Sociaaldemocratische Partij (Estisch: Sotsiaaldemokraatlik Erakond of SDE) is een sociaaldemocratische politieke partij in Estland. De partij is sinds 16 mei 2003 lid van de Partij van Europese Socialisten en van Socialist International sinds november 1990.
De partij stond vroeger bekend als de Gematigde Volkspartij (Rahvaerakond Mõõdukad) en had onder die naam 6 zetels met 7% van de stemmen in de Riigikogu (het Estische parlement) behaald in 2003. Het was de succesvolste partij in de Europese parlementsverkiezingen van 2004, waar het 36,8% van de Estische stemmen kreeg, dat 3 Europarlementariërs opleverde.
De jongerenorganisatie van de partij heet Jonge Sociaaldemocraten (Noored Sotsiaaldemokraadid).

## Geschiedenis

### 1989–2006
Voor de geschiedenis van de Estische sociaaldemocratie voor de jaren '80, zie Estische Sociaaldemocratische Arbeiderspartij.
Tijdens het perestrojkatijdperk was de Estische Sociaaldemocratische Partij (Eesti Sotsiaaldemokraatlik Partei) opgericht toen de Estische sociaaldemocratische bewegingen samen werden gevoegd in 1990. De bewegingen waren: Estische Democratische Arbeidspartij (Eesti Demokraatlik Tööerakond), Estische Sociaaldemocratische Onafhankelijkheidspartij (Eesti Sotsiaaldemokraatlik Iseseisvuspartei), Russische Sociaaldemocratische Partij in Estland (Vene Sotsiaaldemokraatlik Partei Eestis) en de Buitenlandse Samenwerking van de Estische Socialistische Partij (Eesti Sotsialistliku Partei Välismaa Koondis) (de opvolger van de Estische Socialistische Arbeiderspartij in ballingschap).
De eerste leider van de SDE was Marju Lauristin. De partij herstelde zijn contacten met de Socialist International in 1990. De SDE vormde een kartel met de centrumrechtse en agrarische Estische Landelijke Centrumpartij (Eesti Maa-Keskerakond, opgericht in 1990) voor de Estische parlementaire verkiezingen van 1992. In 1996, na een verkiezingsnederlaag, werden deze partijen eindelijk samengevoegd en ze noemden zichzelf "De Gematigden" (Mõõdukad).
In 1999 voegden De Gematigden zich bij de Estische Volkspartij (Eesti Rahvaerakond), een centrumrechtse partij die opgericht werd in mei 1998 na een fusie van de kleine Pachtboerenpartij (Eesti Talurahva Erakond) en de Volkspartij van Republikeinen en Conservatieven, een splinterpartijtje van de Pro-Vaderlandse Unie uit 1994. De aanvankelijk onwaarschijnlijke beslissing om te fuseren werd op 29 mei 1999 genomen, waarna een aantal verslaggevers ze vergeleek met "rechtse socialisten". In november van dat jaar werd er formeel toestemming voor de fusie gegeven door de algemene vergadering van de partij.
De contacten van De Gematigden met de voorlopers van de Volkspartij begonnen al in 1998. De twee partijen hadden een kartel in de parlementsverkiezingen van 1999 en vormden een regeringscoalitie met de Pro-Vaderlandse Unie en de Hervormingspartij. In 2003 werden de gematigden in de volkspartij lid van de Partij voor Europese Socialisten. Na teleurstellende verkiezingsresultaten in Estische parlementsverkiezingen van 2003 veranderde de partij van naam. Vanaf 7 februari 2004 heette de partij Sociaaldemocratische Partij (Sotsiaaldemokraatlik Erakond, SDE).
Belangrijke punten voor de SDE zijn een sociale markteconomie die werk, gelijkheid, sociale rechtvaardigheid, solidariteit en een welvaartsstaat bevordert. Op 10 mei 2005 werden de voormalige sociaalliberalen Peeter Kreitzberg en Sven Mikser lid van de SDE. Op 28 november voegde voormalig sociaalliberaal Mark Soosaar zich opnieuw bij de SDE. De partij zat vanaf 2002 in de oppositie, maar ze deden mee aan gesprekken over een gezamenlijke alternatieve presidentskandidaat tegen Arnold Rüütel. Toomas Hendrik Ilves van de SDE werd op 23 september 2006 verkozen tot president van Estland (behalve door de sociaaldemocraten werd hij ook gesteund door de Hervormingspartij, Pro-Vaderlandse Unie en de afgevaardigden van Res Publica). Ilves zou tot 2016 president blijven.
Na de gemeenteraadsverkiezingen van 16 oktober 2005 zat de partij in de meeste voorname steden in de oppositie, maar maakte ze wel deel uit van de coalitie in Rakvere en Tapa. De partij verbeterde haar positie in de meeste gebieden. In Tallinn vormde ze een kartel met de agrarische Volksunie (Rahvaliit), die 6 van de 63 zetels verwierf met 11,1% van de stemmen. In vergelijking tot de verkiezingen van 2003 wonnen de SDE en Volksunie in zetelaantal in de gemeenteraad in Tallinn. In de verkiezingen van 2003 verwierf de SDE een stemmenpercentage van 4,9% en de Volksunie een percentage van 3,4%, waardoor beide partijen de kiesdeler van 5% niet haalden. In heel Estland kreeg de partij in totaal 6,43% van de stemmen. In 2003 kreeg ze slechts 4,39% van de nationale stem. De SDE is vandaag de dag in 65 van de 206 gemeenteraden vertegenwoordigd en zit in 20 gemeentes in de coalitie. Na de verkiezingen van 2003 was de partij vertegenwoordigd in 104 van de 247 gemeenteraden.

### Vanaf 2007
De SDE streefde naar minstens 17 van de 101 zetels voor de parlementsverkiezingen van 2007. Het onafhankelijke Riigikogu-lid Liina Tõnisson was een kandidaat op hun lijst. Alle leden van het Europees Parlement van de SDE waren kandidaten in de verkiezingen van 2007. De partij kreeg 58.354 stemmen (10,6% van het totaal), wat een verbetering van 3,6% was ten opzichte van de vorige verkiezingen. De partij won 10 zetels in de nieuwe Riigikogu, een verbetering van 4 zetels. In april 2007 deden de sociaaldemocraten mee aan de coalitieregering geleid door de Hervormingspartij. In mei 2009 verliet de SDE deze regering echter na budgettaire meningsverschillen. 
Bij de verkiezingen van 2011 boekte de SDE onder leiding van Sven Mikser negen zetels winst. Desondanks kwam de partij in de oppositie terecht. Toen drie jaar later het kabinet viel en er tussentijds een nieuwe regering moest komen, stapte de SDE alsnog opnieuw in een coalitie met de Hervormingspartij, ditmaal onder leiding van premier Taavi Rõivas. Ook na de verkiezingen van 2015, waarbij de SDE vier zetels verloor, bleef deze samenwerking (aangevuld met Isamaa ja Res Publica Liit) aan de macht. Tussen 2016 en 2019 regeerde de partij samen met Isamaa en de Centrumpartij in het eerste kabinet van Jüri Ratas. De SDE werd in deze periode geleid door Jevgeni Ossinovski. Na de verkiezingen van 2019 vielen de sociaaldemocraten terug naar 10 zetels en belandde de partij weer in de oppositie, maar in juli 2022 trad de SDE na een kabinetscrisis opnieuw tussentijds tot de Estische regering toe. Onder leiding van partijleider Lauri Läänemets raakte de partij bij de parlementsverkiezingen van 2023 wederom een zetel kwijt.

## Verkiezingsresultaten in deRiigikogu
- 1992: 12 zetels (met het kartel De Gematigden, oftewel een samenwerking van de Estische Sociaaldemocratische Partij en de Estische Landelijke Centrumpartij)

- 1995: 6 zetels (met het kartel De Gematigden, oftewel een samenwerking van de Estische Sociaaldemocratische Partij en de Estische Landelijke Centrumpartij)

- 1999: 17 zetels (met het kartel De Gematigden, waarin nu ook kandidaten van de Volkspartij zaten)

- 2003: 6 zetels (als Volkspartij Gematigden)

- 2007: 10 zetels

- 2011: 19 zetels

- 2015: 15 zetels

- 2019: 10 zetels

- 2023: 9 zetels

## Regeringsperiodes
De SDE regeerde door de jaren heen in verschillende kabinetten. Tussen 1992-1994, 1994-1995 en 1999-2001 maakte de partij deel uit van drie centrumrechts georiënteerde regeringen (de SDE vormde hierin telkens een minderheid), samen met de huidige Vaderlandsunie en Hervormingspartij. De sociaaldemocraten zaten in de regering in 1992-1994 (de eerste regering van Mart Laar), in 1994-1995 in de regering van Andres Tarand (vaak de "Kerstvrederegering" (jõulurahu valitsus) genoemd) en in 1999-2001 in de tweede regering van Mart Laar (vaak de Drievoudige Alliantie (kolmikliit) genoemd). 
Na de parlementsverkiezingen van 2007 maakte de SDE samen met de Hervormingspartij en Isamaa ja Res Publica Liit deel uit van het kabinet-Ansip II onder leiding van Andrus Ansip. In mei 2009 verliet de SDE deze regering echter na budgettaire meningsverschillen. Tussen 2014 en 2019 was de SDE opnieuw aan de macht in de opeenvolgende kabinetten Rõivas I (2014-2015), Rõivas II (2015-2016) en Ratas I (2016-2019). Sinds 2022 is de partij vertegenwoordigd in de regering van Kaja Kallas, eerst met de Hervormingspartij en Isamaa (2022–2023) en aansluitend met de Hervormingspartij en de liberale partij Eesti 200.

## Leiders van de SDE
- Marju Lauristin (1990–1995)
- Eiki Nestor (1995–1996)
- Andres Tarand (1996–2001)
- Toomas Hendrik Ilves (2001–2002)
- Ivari Padar (2002–2009)
- Jüri Pihl (2009–2010)
- Sven Mikser (2010–2015)
- Jevgeni Ossinovski (2015–2019)
- Indrek Saar (2019–2022)
- Lauri Läänemets (sinds 2022)

## Leden van deRiigikogu
De SDE telt sinds 2019 tien parlementsleden. Tussen haakjes staat hun betreffende verkiezingsdistrict vermeld.
- Indrek Saar (provincie Lääne-Virumaa), fractievoorzitter
- Kalvi Kõva (provincies Võrumaa, Valgamaa en Põlvamaa), vicefractievoorzitter
- Jaak Juske (Haabersti, Põhja-Tallinn en Kristiine)
- Helmen Kütt (provincies Järvamaa en Viljandimaa)
- Lauri Läänemets (provincies Järvamaa en Viljandimaa)
- Eduard Odinets (provincie Ida-Virumaa)
- Jevgeni Ossinovski (Kesklinn, Lasnamäe en Pirita)
- Ivari Padar (provincies Võrumaa, Valgamaa en Põlvamaa)
- Heljo Pikhof (Tartu-stad)
- Riina Sikkut (Haabersti, Põhja-Tallinn en Kristiine)

## Leden van hetEuropees Parlement
- Toomas Hendrik Ilves (2004–2006)
- Marianne Mikko (2004–2009)
- Andres Tarand (2004–2009)
- Katrin Saks (2006–2009, 2014)
- Ivari Padar (2009–2014, 2017–2019)
- Marju Lauristin (2014–2017)
- Marina Kaljurand (sinds 2019)
- Sven Mikser (sinds 2019)

## Andere noemenswaardige SDE-leden
- Maimu Berg
- Jaan Kaplinski
- Peeter Kreitzberg